# Ти (сериал)
Ти (на английски: You) е американски телевизионен сериал, създаден от Грег Берланти и Сера Гамбъл. Продуциран е от Warner Horizon Television със съдействието на Alloy Entertainment и A&E Studios. Първият сезон е базиран на едноименния роман на Каролин Кепнес от 2014 г., който проследява историята на Джо Голдбърг (Пен Баджли), управител на книжарница в Ню Йорк, който се влюбва в клиентка на име Гуинивир Бек (Елизабет Лейл) и бързо се обсебва от нея.
Премиерата на сериала е на канал Lifetime на 9 септември 2018 г. в Съединените щати, а международно – по Netflix на 26 декември 2018 г. Lifetime обявяват, че Ти ще се завърне за втори сезон, базиран на следващата част от книгата на Кепнес – Скрити тела (Hidden Bodies) на 26 юли 2018 г. На 3 декември 2018 г. е обявено, че сериалът ще се премести към Netflix като Netflix Original преди премиерата на втория сезон.